# Peugeot 207
Peugeot 207 este un automobil de clasă mică (B) care a fost proiectat și comercializat de producătorul francez de automobile Peugeot din 2006 până în 2014. A fost prezentat la Salonul Auto de la Geneva în 2006 și a intrat în producție în aprilie 2006, ca succesor al lui Peugeot 206. Împărtășește aceeași platformă cu Citroën C3.
Peugeot 207 a fost înlocuit în aprilie 2012 de Peugeot 208, care este construit pe aceeași platformă.

## 207 RCup
La Salonul Auto de la Geneva din 2006, Peugeot a dezvăluit un concept sportiv bazat pe 207. Conceptul, numit Super 2000, avea un motor de 2,0 litri dezvoltând 280 CP.

## 207 Epure

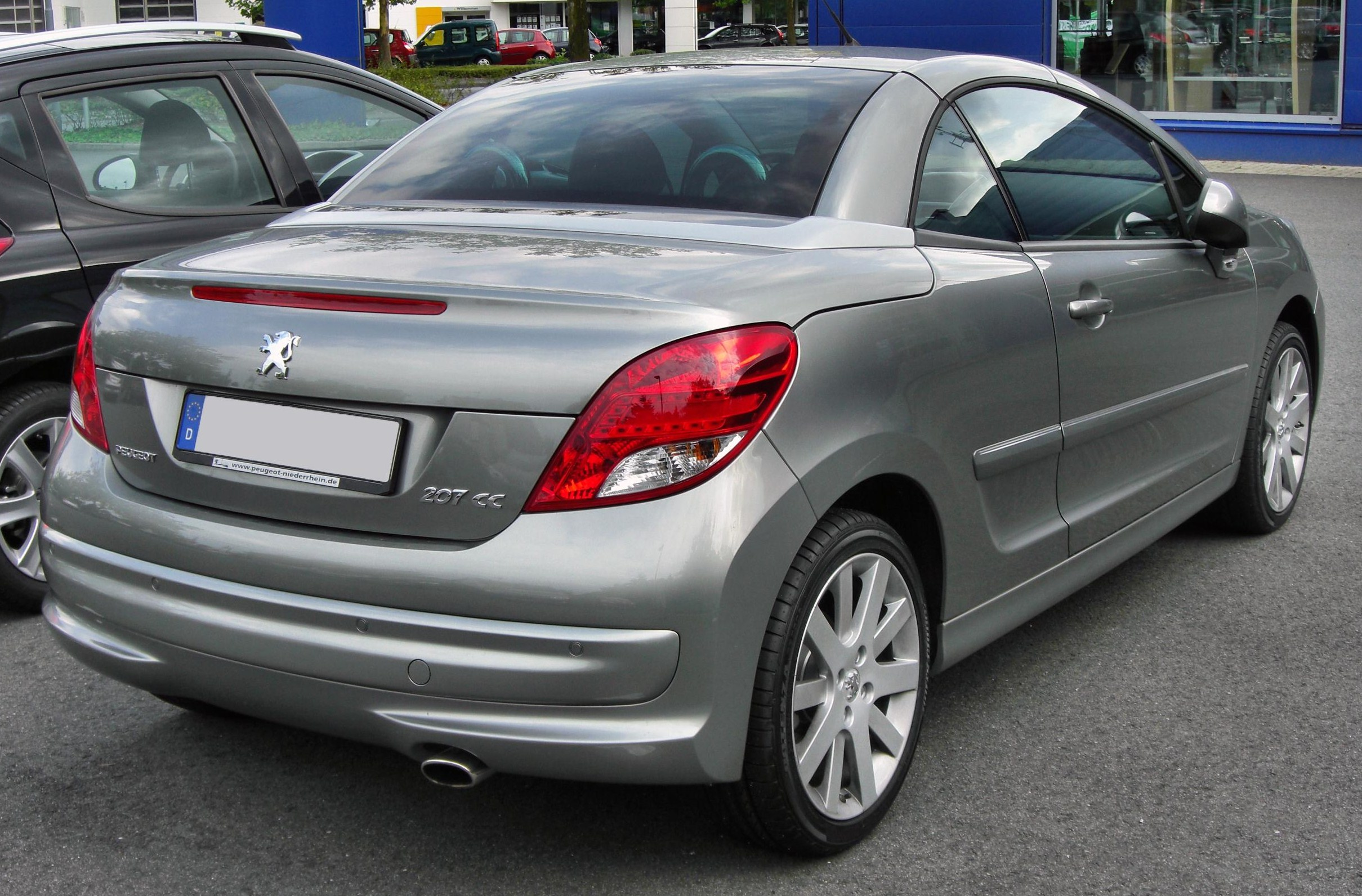
207 CC 2009

Conceptul Peugeot 207 Epure a fost prezentat la Salonul Auto de la Paris în 2006, prefigurând varianta decapotabilă a lui 207, numită CC.
Imaginea alăturată arată versiunea de producție restilizată.

## Facelift
Peugeot 207 a fost restilizat în iulie 2009. Bara de protecție față a fost reproiectată.

## Vânzări
| An   | Vânzări |
| ---- | ------- |
| 2005 | 800     |
| 2006 | 300,500 |
| 2007 | 520,200 |
| 2008 | 468,300 |
| 2009 | 411,100 |

## Galerie foto

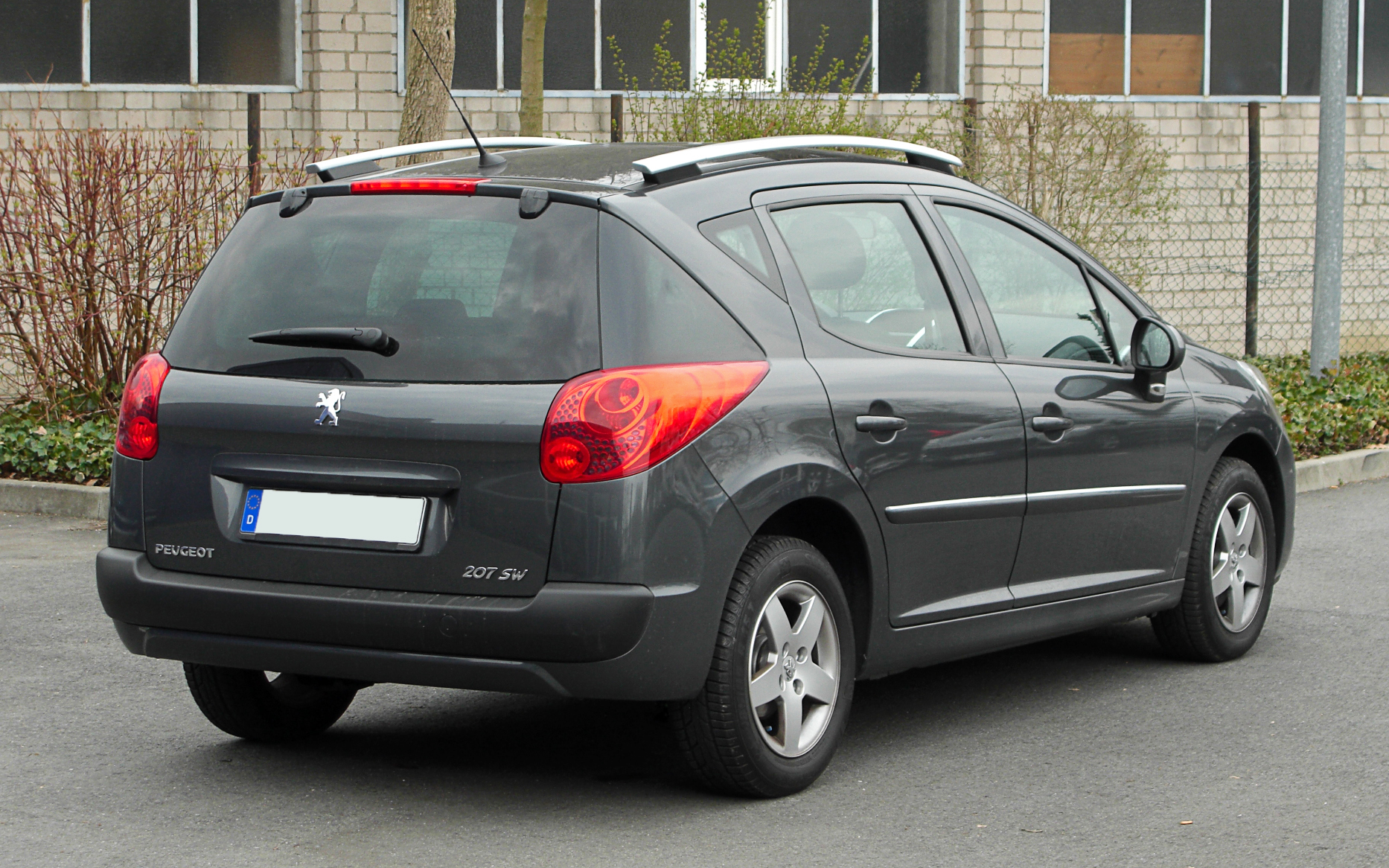
207 SW
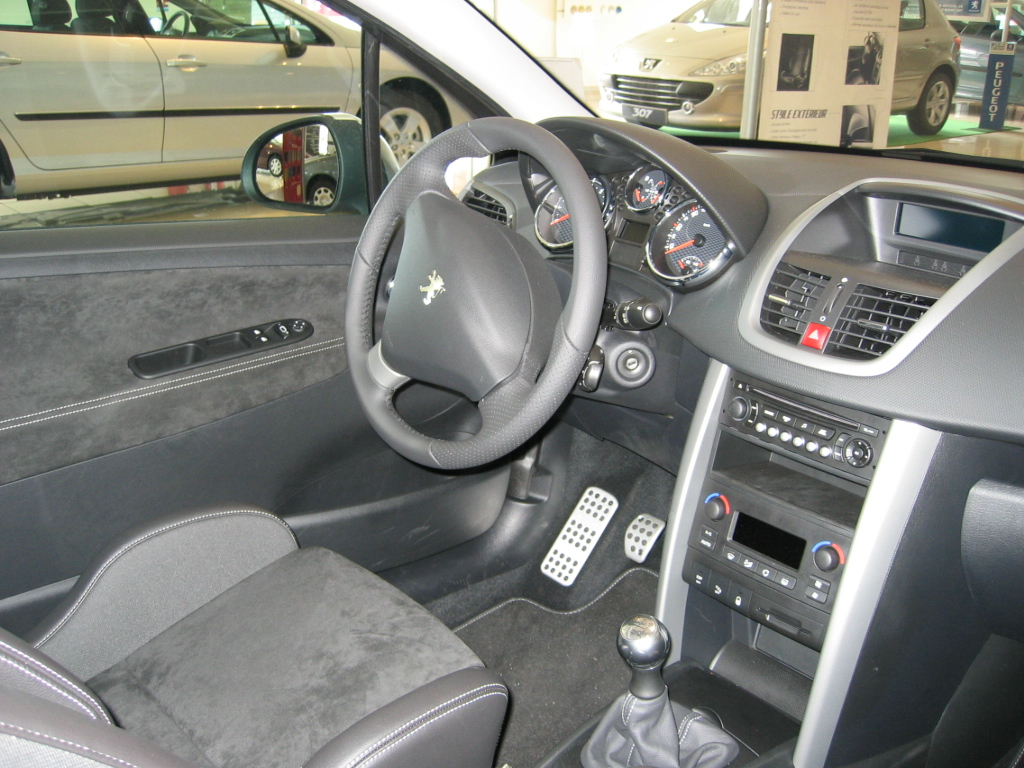
Interior